# 秋風ジュニア
秋風ジュニア（あきかぜジュニア）は、岐阜県地方競馬組合が笠松競馬場ダート1400mで施行する地方競馬の準重賞競走である。格付けはP。正式名称は「中京スポーツ杯 秋風ジュニア」。

## 概要
1971年に創設。2000年のみ重賞として開催された。
途中2001年から2005年まで中断されるも、2006年に再開。2012年からは2021年を除きJRA認定競走に指定されている。
2023年より笠松デビュー馬限定戦となる。
2024年よりネクストスター笠松のトライアル競走に指定される。

### 条件・賞金（2024年）
条件
サラブレッド系2歳、笠松所属（笠松デビュー限定。なお、他地区所属時に出走歴がある場合は出走不可）。
負担重量
別定（55kg、牝馬1kg減）
賞金額
1着300万円、2着120万円、3着75万円、4着45万円、5着30万円。
副賞
中京スポーツ新聞社賞、（一社）JBC協会賞
優先出走権付与
2着以上の馬にネクストスター笠松の優先出走権が付与される。

## 歴代優勝馬（1986年以降）
馬齢は2000年以前についても現表記を用いる。
| 回数   | 施行日        | 優勝馬             | 性齢 | 所属 | タイム | 優勝騎手 | 管理調教師 |
| ------ | ------------- | ------------------ | ---- | ---- | ------ | -------- | ---------- |
| 第16回 | 1986年8月27日 | ニツポンサツキ     | 牡2  | 笠松 | 1:32.2 | 伊藤浩臣 | 小井土金一 |
| 第17回 | 1987年8月30日 | オグリキャップ     | 牡2  | 笠松 | 1:30.3 | 安藤勝己 | 鷲見昌勇   |
| 第18回 | 1988年8月28日 | タツミナインワン   | 牡2  | 笠松 | 1:31.5 | 井上孝彦 | 小井土金一 |
| 第19回 | 1989年8月27日 | トウカイシヤトル   | 牡2  | 笠松 | 1:32.4 | 安藤光彰 | 小井土金一 |
| 第20回 | 1990年8月26日 | ブルーシークレット | 牡2  | 笠松 | 1:32.1 | 仙道光男 | 柴田高志   |
| 第21回 | 1991年8月25日 | オグリホワイト     | 牝2  | 笠松 | 1:32.6 | 安藤勝己 | 鷲見昌勇   |
| 第22回 | 1992年8月26日 | サブリナチェリー   | 牡2  | 笠松 | 1:31.9 | 井上孝彦 | 荒川友司   |
| 第23回 | 1993年8月25日 | マルカショウグン   | 牡2  | 笠松 | 1:31.7 | 今井孝一 | 神部幸夫   |
| 第24回 | 1994年8月28日 | ライデンリーダー   | 牝2  | 笠松 | 1:32.0 | 安藤勝己 | 荒川友司   |
| 第25回 | 1995年8月27日 | フジノハイメリット | 牡2  | 笠松 | 1:33.3 | 安藤勝己 | 梶原軍造   |
| 第26回 | 1996年8月28日 | シンプウライデン   | 牡2  | 笠松 | 1:31.4 | 安藤勝己 | 荒川友司   |
| 第27回 | 1997年8月25日 | サクセス           | 牡2  | 笠松 | 1:32.0 | 安藤光彰 | 飯干秀人   |
| 第28回 | 1998年8月26日 | サイキョウリズム   | 牡2  | 笠松 | 1:32.7 | 安藤光彰 | 藤田勝正   |
| 第29回 | 1999年8月23日 | マエストロセゴビア | 牡2  | 笠松 | 1:29.1 | 安藤勝己 | 樋口富男   |
| 第30回 | 2000年8月28日 | フジノテンビー     | 牡2  | 笠松 | 1:31.0 | 安藤勝己 | 中山義宣   |
| 第31回 | 2006年9月15日 | オーナーズクリーク | 牝2  | 笠松 | 1:31.4 | 佐藤友則 | 青木達彦   |
| 第32回 | 2007年9月13日 | チェイリュイ       | 牡2  | 笠松 | 1:33.0 | 佐藤友則 | 井上孝彦   |
| 第33回 | 2008年9月25日 | ディアボロス       | 牡2  | 笠松 | 1:30.4 | 濱口楠彦 | 田口輝彦   |
| 第34回 | 2009年9月11日 | マルヨサイレンス   | 牡2  | 笠松 | 1:30.5 | 尾島徹   | 柴田高志   |
| 第35回 | 2010年9月10日 | マルヨコンバット   | 牡2  | 笠松 | 1:27.9 | 尾島徹   | 柴田高志   |
| 第36回 | 2011年9月2日  | ピースキャンドル   | 牝2  | 笠松 | 1:31.5 | 東川公則 | 後藤保     |
| 第37回 | 2012年8月31日 | カツゲキドラマ     | 牝2  | 笠松 | 1:30.4 | 尾島徹   | 柴田高志   |
| 第38回 | 2013年8月30日 | パドドゥ           | 牝2  | 笠松 | 1:29.7 | 尾島徹   | 笹野博司   |
| 第39回 | 2014年8月28日 | ティープリーズ     | 牝2  | 笠松 | 1:30.4 | 尾島徹   | 笹野博司   |
| 第40回 | 2015年9月3日  | ハイジャ           | 牡2  | 笠松 | 1:29.1 | 安部幸夫 | 井上孝彦   |
| 第41回 | 2016年9月9日  | メモリーロイヤル   | 牝2  | 笠松 | 1:30.8 | 向山牧   | 川嶋弘吉   |
| 第42回 | 2017年8月31日 | ビップレイジング   | 牡2  | 笠松 | 1:28.9 | 藤原幹生 | 笹野博司   |
| 第43回 | 2018年9月6日  | ボルドープラージュ | 牝2  | 笠松 | 1:30.5 | 岡部誠   | 笹野博司   |
| 第44回 | 2019年9月12日 | ダルマワンサ       | 牡2  | 笠松 | 1:28.6 | 山本聡哉 | 田口輝彦   |
| 第45回 | 2020年9月24日 | ベニスビーチ       | 牝2  | 笠松 | 1:30.0 | 筒井勇介 | 田口輝彦   |
| 第46回 | 2021年10月8日 | シルバ             | 牝2  | 笠松 | 1:29.2 | 藤原幹生 | 後藤正義   |
| 第47回 | 2022年9月22日 | マイロマンス       | 牝2  | 笠松 | 1:31.0 | 藤原幹生 | 後藤正義   |
| 第48回 | 2023年8月18日 | ワラシベチョウジャ | 牝2  | 笠松 | 1:31.0 | 渡邊竜也 | 笹野博司   |
| 第49回 | 2024年8月29日 | メイプルギン       | 牡2  | 笠松 | 1:29.4 | 岡部誠   | 伊藤強一   |

## 各回競走結果の出典
- 秋風ジュニア 歴代優勝馬 - 地方競馬全国協会
- JBISサーチ
  - 1986年、1987年、1988年、1989年、1990年、1991年、1992年、1993年、1994年、1995年、1996年、1997年、1998年、1999年、2000年、2006年、2007年、2008年、2009年、2010年、2011年、2012年、2013年、2014年、2015年、2016年、2017年、2018年、2019年、2020年、2021年、2022年、2023年、2024年